# Chiesa dei Santi Martiri Maccabei
La chiesa parrocchiale dei Santi Martiri Maccabei è un edificio religioso che si trova ad Iragna, frazione di Riviera in Canton Ticino.

## Storia
La costruzione è citata per la prima volta in documenti storici risalenti al 1210, anche se all'epoca era dedicata a sant'Eusebio. Nel corso dei secoli è stata più volte rimaneggiata, anche sostanzialmente.

## Descrizione
La chiesa ha una pianta a singola navata, sovrastata da una volta a botte ribassata. Gli affreschi che ne ornano l'interno sono stati realizzati a più riprese fra il XV ed il XVII secolo.